# Baía de Käsmu
A Baía de Käsmu (em estoniano:  Käsmu laht) é uma baía no condado de Lääne-Viru, na Estónia.
A baía está localizada entre Käsmu e a Península de Vergi. Tem uma profundidade de 12 a 27 m.
O riacho Käsmu e o rio Võsu desaguam na baía.
O município de Võsu está localizado na baía.
A área da baía encontra-se protegida (Parque Nacional de Lahemaa).